# SOS Papa
SOS PAPA ist eine französische Organisation. Sie wurde 1990 gegründet und hat heute 13.000 Mitglieder. Sie setzt sich nach eigener Aussage für den Erhalt der Bindung zwischen Vätern und Kindern bei Trennungen und Scheidungen der Eltern ein. Im März 2009 unterstützte die Organisation mit einer Petition die Abgeordneten Richard Mallié und Jean-Pierre Decool, die das Wechselmodell vorschlugen.